# Società di intermediazione mobiliare
Le società di intermediazione mobiliare (in acronimo SIM), in Italia, sono società per azioni che svolgono l'attività di intermediazione mobiliare (non svolgono, a differenza delle banche, intermediazione creditizia).

## Disciplina normativa
Con la riforma operata dal decreto legislativo 24 febbraio del 1998, n. 58 - Testo Unico della Finanza (TUF) promosso dal Ministro del Tesoro Amato le SIM vengono autorizzate ad operare in Borsa per conto proprio e per conto di terzi, vengono definite come un soggetto polifunzionale (operazioni, consulenza...) e ad esse è conferita un'ampia delega per disciplinare il conflitto d'interessi. Viene così abolito il monopolio legale degli agenti di cambio che operavano in Borsa dal 1913 esclusivamente per conto terzi.
In base all'articolo 4 TUF la vigilanza sulle SIM è esercitata dalla CONSOB per quanto riguarda l'osservanza degli obblighi di informazione e correttezza nello svolgimento dell'attività, e dalla Banca d'Italia per quanto riguarda i controlli di stabilità patrimoniale e di influssi finanziari.
La stessa legge istituiva la Borsa Telematica e, su istanza degli addetti di settore (della Consob (Aprile 1987) e degli agenti di cambio. La legge prevedeva una concentrazione per soggetti, ma non per atti: viene disposto l'obbligo per le Sim di eseguire gli ordini di acquisto e di vendita dei titoli quotati solo nei mercati di Borsa (con sede legale e operative in Italia), ma continuavano ad essere eseguite fuori Borsa le operazioni compiute fra le società e fra i gruppi anche quando negoziano pacchetti di maggioranza e qualunque altra operazione su titoli quotati non eseguita dalle Sim o dalle banche.
Gli agenti di cambio proposero di qualificare come agenti di cambio gli amministratori delegati e i direttori delle Sim, mentre la legge si limitava ad indicare per i responsabili delle società di intermediazione i requisiti di onorabilità e professionalità contenuti nella legge 77 del 1983 (quella dei Fondi): la norma era riferita ai conflitti di interessi che potrebbero nascere con l'entrata in via diretta o indiretta nel capitale delle Sim di società con propri titoli quotati in Borsa. La legge prevedeva il divieto ma con un'ampia parte del listini esonerata: banche, assicurazioni, fondi di Investimento e le finanziarie che possono agire in Borsa come broker tramite il controllo delle SIM (con la sola separazione contabile) e come dealer.
L'istituto delle SIM è regolato dal d.lgs. 24 febbraio 1998, n. 58; devono essere autorizzate dalla CONSOB, e l'autorizzazione deve indicare a quale specifica attività si riferisce. Devono inoltre essere organizzate sotto forma di società per azioni, e devono avere sede e direzione nel territorio italiano. Il capitale sociale non può essere inferiore a quello stabilito dalla Banca d'Italia, ed il management deve disporre sempre dei requisiti di professionalità e onorabilità.
In seguito al recepimento della direttiva 2004/39/CE (direttiva MiFID), a partire dal 2007 tali società possono svolgere attività anche di pura consulenza. Quando invece svolge una pluralità di servizi (tra quelli previsti dalla legge) viene definita polifunzionale. A differenza delle banche però, esse non possono effettuare intermediazione creditizia.

## Attività

### Collocamento
Il collocamento è l'attività di organizzazione di collocamento presso gli investitori di titoli con (underwriting) o senza (selling) garanzie, attraverso la cura della pubblicità, della raccolta delle sottoscrizioni e di ogni altro adempimento convenuto: esempio è quello relativo al collocamento di azioni o obbligazioni societarie.
Come nel caso dell'attività di negoziazione, si ha una differenza di rischio tra il primo tipo (che opera per conto terzi) ed il secondo (che opera per conto proprio). Anche tali SIM gravitano in maggioranza nell'orbita delle aziende di credito, in quanto rappresentano la rete di vendita alternativa o parallela agli sportelli bancari, per spingere sull'offerta non solo dei prodotti bancari tradizionali (certificati di deposito, conti correnti) ma anche, e soprattutto, di risparmio gestito (gestioni patrimoniali, SICAV, quote di fondi).
Possono anche collocare prodotti assicurativi, sia Vita che Danni, a seguito di iscrizione nella sez. D del Registro Unico degli Intermediari Assicurativi.
Le SIM di collocamento aderiscono ad Assoreti, l'Associazione nazionale delle società di collocamento di prodotti finanziari e di servizi di investimento.

### Consulenza
Presupposto è una specifica autorizzazione rilasciata dalla Banca d’Italia e dalla CONSOB per il servizio di consulenza in materia di investimenti. Tali SIM aderiscono ad Ascosim, l'associazione delle SIM di consulenza.
La consulenza in materia di investimenti consiste nel fornire indicazioni personalizzate di investimento in strumenti finanziari, che tengano in considerazione le conoscenze e l'esperienza del cliente, la sua situazione finanziaria ed i suoi obiettivi di investimento, con particolare riguardo all'orizzonte temporale e alla propensione al rischio. La consulenza come servizio di investimento mette al centro il cliente e per questo dovrebbe garantire l'indipendenza nell'erogazione del servizio ed escludere l'incidenza di conflitti d'interesse.

### Gestione di portafogli
La gestione su base individuale di portafogli di investimenti consiste nella gestione di patrimoni mediante operazioni aventi ad oggetto strumenti finanziari, si trova anche negli organismi di investimento collettivo. La gestione è come quella dei Fondi comuni d'investimento o delle SICAV, e quindi i patrimoni gestiti possono volta in volta cambiare composizione (monetaria, obbligazionaria, azionaria, mista).
Per garantire un servizio personalizzato, la SIM di gestione deve predisporre un conto individuale che consenta in ogni momento l'individuazione dei beni finanziari di proprietà dell'intestatario, il quale è titolare di un patrimonio ben distinto da quello della SIM e di tutti gli altri clienti della struttura.
La SIM di gestione non è l'unico soggetto abilitato a fare gestione di patrimoni individuali in Italia, perché possono esercitare questa attività anche le banche, le fiduciarie, gli agenti di cambio e le Società di gestione del risparmio. Le SIM di gestione aderiscono ad Assosim, l'Associazione italiana intermediari mobiliari, associazione di categoria che raggruppa anche le SIM di collocamento, le società di gestione del risparmio e le SICAV.

### Negoziazione
Le SIM svolgono sia negoziazione per conto terzi (cosiddetto brokerage) che per conto proprio (cosiddetto dealing). La negoziazione per conto terzi comprende l'acquisto e la vendita di strumenti finanziari nei mercati regolamentati.
Alcuni tra le più note (antiche) Società di Intermediazione Mobiliare Italiane sono: Ersel SIM, Sanpaolo Invest SIM, Directa SIM, Azimut Investimenti Sim, dalla lista consob pubblicato ai sensi del Decreto Legislativo n. 58/1998.
Si ha una forte differenza tra le SIM che svolgono un'attività di dealing da quelle con attività di brokerage. Le prime infatti hanno un portafoglio di titoli di proprietà e quindi sono soggette al rischio di mercato perché proprietari dell'azione trattata. Le seconde invece, negoziando per conto terzi, vanno incontro soltanto ad un rischio operativo e di reputazione.
Assimilabile a questa categoria è l'attività di "ricezione e trasmissione di ordini e mediazione". Per quanto riguarda ciò, la legge ha consentito l'intermediazione delle SIM non solo per dare ordini di negoziazione raccolti da altri soggetti, ma anche per la stessa raccolta degli ordini di negoziazione. La maggior parte delle SIM di negoziazione sono di matrice bancaria ed assicurativa. Le principali SIM di negoziazione aderiscono ad Assosim, l'Associazione italiana intermediari mobiliari.